# Эйгенсон, Морис Семёнович
Морис Семёнович Эйгенсо́н (8 [21] января 1906, Екатеринослав — 15 августа 1962, Львов) — советский астроном. В 1927 году окончил Ленинградский университет, затем — аспирантуру при университете и преподавал в нём (с 1939 — профессор). Одновременно в 1934—1953 годах работал в Пулковской обсерватории (в 1938—1951 годах заведовал отделом службы Солнца). В 1937—1951 годах был председателем Солнечной комиссии Астрономического совета АН СССР, руководил работой сети службы Солнца в СССР. С 1953 года — профессор Львовского университета, в 1953—1959 годах — директор обсерватории Львовского университета.
Родился в семье коммерсанта Соломона (Семёна) Ефимович Эйгенсона и Анны Морицевны Эйгенсон.
В 1934 году совместно с Л. В. Мысовским проводил эксперименты, в которых при помощи камеры Вильсона доказал присутствие нейтронов в составе космических лучей. В 1952 году, в ходе кампании по борьбе с космополитизмом, был отстранён от заведования Отделом физики Солнца Пулковской обсерватории и уволен из ЛГУ.
Научные работы посвящены внегалактической астрономии, космологии, физике Солнца. Исследовал галактическое поглощение света. Показал, что во всех спиральных галактиках имеется поглощающее вещество. Указал на наличие тёмной материи между галактиками. Разработал новые методы определения оптической толщины Галактики. Окончательно установил отсутствие систематической ориентации в направлениях осей вращения у спиральных галактик. Автор первой в отечественной литературе монографии, посвящённой внегалактической астрономии, — «Большая Вселенная» (1936) и монографии «Внегалактическая астрономия» (1960). Один из авторов коллективной монографии «Солнечная активность и её земные проявления» (1948). Автор монографии «Очерки физико-географических проявлений солнечной активности» (1957).

## Семья
- Сын — Алексей Морисович Эйгенсон, астрофизик, доктор физико-математических наук.
- Брат — доктор технических наук Лев Соломонович Эйгенсон, теплотехник, профессор Московского энергетического института, автор монографий «Моделирование» (1949, 1952), «Термические основы формования стекла» (1959), учебника «Основы теплотехники» (в 3-х томах, 1953—1959)[3].
- Двоюродные братья — Александр Генрихович Эйгенсон, нефтяник, учёный в области буровой техники; Александр Сергеевич Эйгенсон (1912—1999), нефтехимик, организатор нефтехимической промышленности[4].